# Jacob van Eyck
Jacob Van Eyck (c. 1590 – 26 de março de 1657) foi um nobre, compositor e músico holandês. Ele foi um dos músicos mais conhecidos do Século de Ouro dos Países Baixos, atuando como intérprete e técnico de carrilhão, virtuoso da flauta doce e compositor. Era especialista em fundição e afinação de sinos, e ensinou a Pieter e François Hemony como afinar um carrilhão. Atribui-se a Van Eyck o crédito pelo desenvolvimento do carrilhão moderno em conjunto com os irmãos em 1644, quando fundiram o primeiro carrilhão afinado em Zutphen. Ele também é conhecido por sua coleção de 143 composições para flauta-doce intitulada Der Fluyten Lust-hof, a maior obra para um instrumento de sopro solo na história europeia.

## Biografia

### Primeiros Anos
Van Eyck nasceu entre 1589 e 1590 em uma família nobre, provavelmente em Haia, e foi criado na cidade vizinha de Bergen op Zoom. Nascido cego, viveu com sua mãe e pai até a idade adulta. Van Eyck mudou-se para a cidade de Heusden e tornou-se envolvido como interprete e técnico do carrilhão da cidade por volta de 1618. Ele se encontrou com diversos artesãos e o organista da cidade para discutir mudanças e melhorias no carrilhão, as quais ele implementou em 1620 e 1621.

### Carrilhão
Van Eyck rapidamente se estabeleceu como um renomado tocador e técnico de carrilhão. Em 1623 e 1624, ele foi contratado pela cidade de Utrecht para reparar e renovar o relógio e o carrilhão da Torre Dom de Utreque. Um ano depois, após negociações com a cidade, ele deixou sua casa para se tornar carrilhonneur, o interprete de carrilhão oficial da cidade. Ao longo dos anos, empreendeu projetos para expandir e aprimorar os campanários da prefeitura, da Nicolaïkerk e da Jacobikerk. Seu título foi alterado para "Diretor dos Trabalhos de Sinos" em 1628, e ele foi encarregado da supervisão técnica de todos os sinos da cidade. Começou a instruir alunos a aprender a tocar o carrilhão. Em 1631, mandou construir um pequeno teclado composto por 30 sinos pequenos para ensino. Um ano depois, foi nomeado carrilhonneur da Janskerk. Mais tarde, em 1645, aceitou a mesma posição na Jacobikerk e na prefeitura.

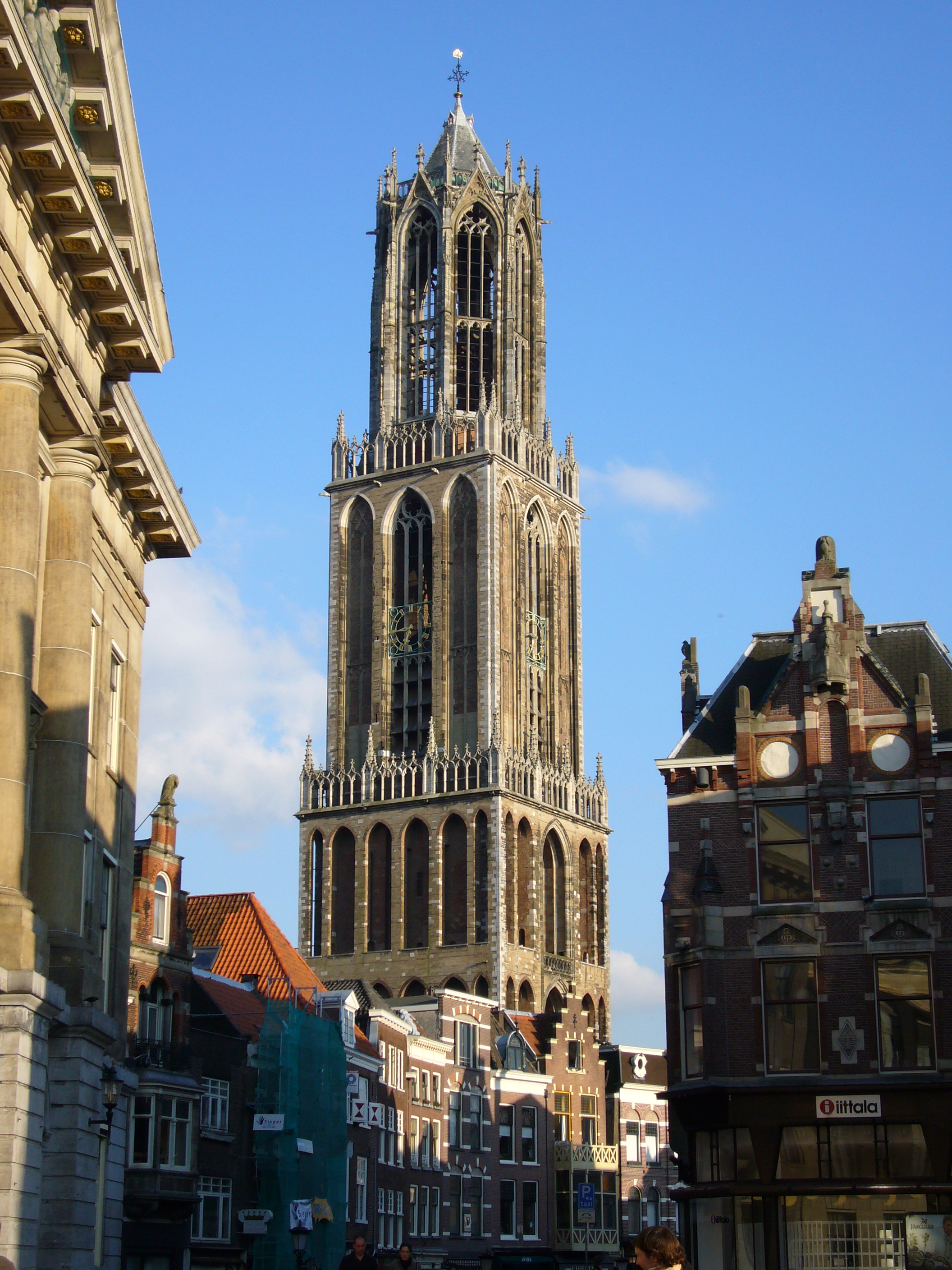
A Torre dom em Utreque, onde Van Eyck onde Van Eyck trabalhou como carrilhão de 1625 até sua morte.

### Carreira no Campanário
Van Eyck fazia parte de um círculo de acadêmicos que se encontravam e correspondiam-se regularmente para trocar ideias. Um desses acadêmicos era Marin Mersenne, que foi o primeiro a codificar as harmônicas de uma mola vibrante. Van Eyck applied Mersenne's research to the acoustics of tuned bells. He devised methods for isolating the partials of a bell by whistling at the partials' resonant frequencies. Van Eyck apresentou sua descoberta ao matemático René Descartes, que, em 23 de agosto de 1638, escreveu a Mersenne: "Em Utrecht vive um homem cego com uma grande reputação musical, que toca regularmente sinos (...). Eu vi como ele extrai 5 ou 6 sons diferentes de cada um dos maiores sinos, sem tocá-los, apenas aproximando-se da borda sonora com a boca..." Em 1633, Van Eyck contou a Isaac Beeckman que a série ideal de parciais de um sino consistia em três notas, cada uma uma oitava de distância, complementadas por uma terça menor e uma quinta justa na segunda oitava, e ele convenceu Beeckman a escrever sobre isso em seu diário em 24 de setembro. A série de harmônicos menores causa o som característico de melancolia de um carrilhão bem afinado.

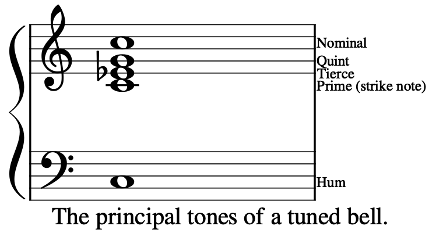
As cinco notas principais de um sino afinado em "Dó", descobertas por Van Eyck, representadas em um sistema.

Não apenas elas poderiam ser isoladas, mas Van Eyck afirmava que podiam também ser afinadas hamonicamente entre si alterando a forma do próprio sino. Ele afirmava que não era possível afinar adequadamente um sino durante a fundição, mas sim que ajustes precisavam ser feitos para afiná-lo. Sua assertiva foi posta à prova em 1644. A cidade de Zutphen contratou a famosa dupla de fundidores de sinos, Pieter e François Hemony, para fundir um novo carrilhão para a torre Wijnhuis. A cidade nomeou Van Eyck como seu consultor. Ele convenceu os irmãos Hemony a afinar seus sinos de carrilhão de acordo com suas pesquisas antes de concluir o trabalho, evitando assim uma revisão negativa por parte da cidade. Para alcançar isso, François fundiu os sinos do carrilhão um pouco mais espessos para que pudessem ser desbastados durante a afinação. Enquanto outros fundidores de sinos desbastavam o interior de um sino de forma desordenada na tentativa de corrigir sua afinação, François os colocava em um torno girado por cinco ou seis homens para garantir simetria. Em seguida, ele desbastava o interior com um cinzel para afinar as cinco notas principais. Os carrilhões Hemony equipados com sinos "puros" rapidamente se tornaram o padrão e foram cobiçados em toda a Europa por décadas. A familiaridade de Van Eyck com os intelectuais da época, juntamente com seu relacionamento duradouro com fundidores de sinos, ajuda a explicar como ele foi capaz de influenciar os irmãos Hemony.

### Carreira na Flauta Doce
Além do trabalho com o carrilhão, Van Eyck também era um habilidoso interprete de flauta doce. Em 1644, em Amsterdã, Paulus Matthysz publicou Euterpe oft Speel-goddinne I de Van Eyck, uma coleção de variações sobre canções populares da época para flauta doce. Mais tarde, foi renomeada para Der Fluyten Lust-hof I  (algo como "O Jardim de Prazeres da Flauta). Um volume subsequente (Der Fluyten Lust-hof II) foi publicado em 1646, e uma versão revisada e significativamente ampliada do primeiro volume foi publicada em 1649. Provavelmente em resposta ao sucesso das obras, a Janskerk aumentou o salário pago a Van Eyck, desde que ele entretecesse os transeuntes com músicas em sua flauta doce. Uma segunda versão de Der Fluyten Lust-hof II foi publicada em 1657, e uma terceira e última versão de Der Fluyten Lust-hof I foi publicada por volta de 1656.

### Morte

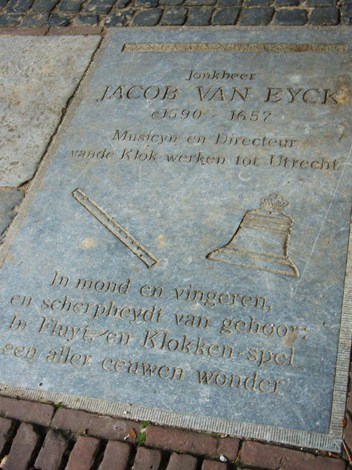
O memorial a Van Eyck em Utreque, na Praça Dom, construído em 2006.

Os últimos anos da vida de Van Eyck foram marcados por uma saúde em declínio. Ele faleceu em 26 de março de 1657, em Utreque. Seu assistente e cuidador, Johan Dicx, foi o principal legatário de seu testamento e o sucedeu na maioria de suas posições como carrilhonneur. Ele foi enterrado no dia seguinte, e por três horas, os sinos da Sint Janskerk, da Jacobikerk e da Torre Dom tocaram em sua memória. Lambertus Sanderus compôs um verso de quatro linhas que está inscrito na lápide de Van Eyck e que diz "In mond en vingeren, en scherpheydt van gehoor" (Algo como "Na boca e no dedilhado, e acuidade auditiva: Na flauta doce e no carrilhão, um prodígio de todos os tempos). Em 2006, o prefeito de Utreque revelou uma placa memorial embutida na Praça Dom, em um ângulo em relação à Torre Dom. A Guilda dos Sinos de Utreque concede o Prêmio Jacob Van Eyck a cada três anos para financiar a preservação do patrimônio cultural e histórico holandês, além de pesquisa campanológica. Em 2023, o prefeito de Utreque renomeou a passagem sob a Torre Dom como a Passagem Jacob Van Eyck.

## Sua Obra
A única obra publicada de Van Eyck, Der Fluyten Lust-hof, é uma extensa coleção de 143 melodias, cada uma com uma série de diminuições ou variações para flauta doce soprano solo. Os temas incluem canções folclóricas, melodias de dança, música sacra, salmos e canções contemporâneas, além de algumas composições do proprio Van Eyck. Algumas das mais conhecidas incluem uma variação da música de John Dowland "Flow, my tears" e um popular cântico de Natal da época, "Unto Us Is Born a Son". Algumas das variações são consideradas desafiadoras até mesmo para um flautista doce experiente. Der Fluyten Lust-hof continua sendo a maior obra para um instrumento de sopro solo na história europeia; é também a única obra dessa magnitude a ter sido ditada pelo compositor em vez de ser escrita.

### Primeiras Impressões

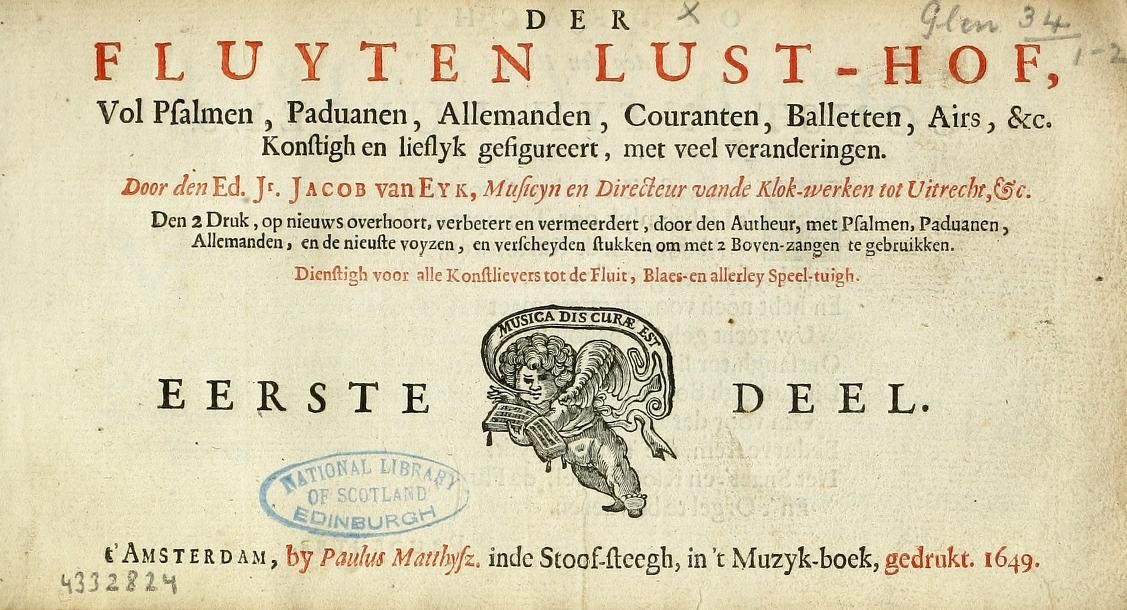
Capa da edição de 1649 de Der Fluyten Lust-Hof.

A Stoofsteeg em Amsterdã é uma estreita passagem que liga os canais Oudezijds e Achterburgwal. Apesar de sua aparência discreta, este beco desempenhou um papel significativo no cenário musical no século XVII. Durante essa época, abrigou a loja e oficina de Paulus Matthijsz, um ambicioso editor e livreiro musical, localizado no lado norte da passagem. Matthijsz, uma figura proeminente na publicação de música nos Países Baixos do Norte, foi crucial para tornar disponíveis as obras que são utilizadas hoje para os estudos sobre Van Eyck. Além de suas atividades editoriais, Matthijsz era também um compositor, destacando-se como uma das figuras centrais neste contexto musical. Ele não apenas publicou a coleção Lusthof de Jacob Van Eyck, mas também lançou coletâneas como Der Goden Fluit-hemel e ’t Uitnemend Kabinet, nas quais desempenhou o papel de editor.
No final do século XVII e início do século XVIII, Amsterdam se tornaria o epicentro mundial da impressão musical, graças às editoras de Pierre Mortier, Estienne Roger e Michel-Charles Le Cène. Quando Matthijsz estabeleceu-se como impressor independente em 1640, Amsterdam ainda não alcançara essa distinção, e a cidade tinha Veneza como referência suprema nesse domínio. Antuérpia figurava como uma forte segunda opção, com Pierre Phalèse e Christoffel Plantijn, que lançavam inúmeras coletâneas de motetos, madrigais e canções. Frequentemente, eram reimpressões de músicas previamente publicadas na Itália.
Paulus Matthijsz começou sua carreira produzindo suas primeiras impressões musicais por encomenda. Em 1641, ele imprimiu duas coleções de obras de Gastoldi: "Balletten met drie stemmen" por encomenda de Jan Jansz e "Balletti a cinque voci" para Everhard Cloppenburgh. O fato de que os ballets de três vozes tinham textos em neerlandês indica que essas edições eram especialmente destinadas ao mercado doméstico. O mercado neerlandês em geral, e o de Amsterdam em particular, estavam experimentando um rápido crescimento. O desenvolvimento explosivo da prosperidade na Era de Ouro também se refletia no aumento populacional.
Em 1644, Matthijsz publicou repertório instrumental que até então não havia sido divulgado: música neerlandesa, principalmente para a flauta doce. Por um lado, ele começou a publicar a obra para flauta doce de Jacob Van Eyck, cuja primeira parte foi lançada como "Euterpe oft Speel-goddinne". Paralelamente, surgiu "Der Goden Fluit-hemel", uma coletânea de obras de vários compositores (principalmente neerlandeses) para uma, duas e três flautas doces sopranos ou outros instrumentos melódicos como o violino. Estas são, até onde se sabe, as primeiras publicações musicais que ele lançou sob sua própria bandeira. Nos anos seguintes, tornou-se uma prática comum combinar cada edição das obras de Jacob Van Eyck com uma coletânea, dando origem às chamadas ‘tweelinguitgaven’, ou publicações gêmeas.
Em 1646, foi lançada a continuação de Euterpe de Van Eyck, intitulada "Der Fluyten Lust-hof II". Não houve um segundo volume do "Fluit-hemel"; em vez disso, Matthijsz publicou a primeira parte de ’t Uitnemend Kabinet. Este novo conjunto era uma coletânea, mas destinada principalmente a instrumentos de corda como o violino e a viola da gamba, não mais para a flauta doce. Em 1649, uma edição aumentada de "Euterpe" foi lançada como "Der Fluyten-Lusthof I", combinada com ’t Uitnemend Kabinet II. Em 1654 e aproximadamente em 1656, as edições seriam reimpressas alternadamente em pares.

### Euterpe oft Speel-goddinne I (1644)

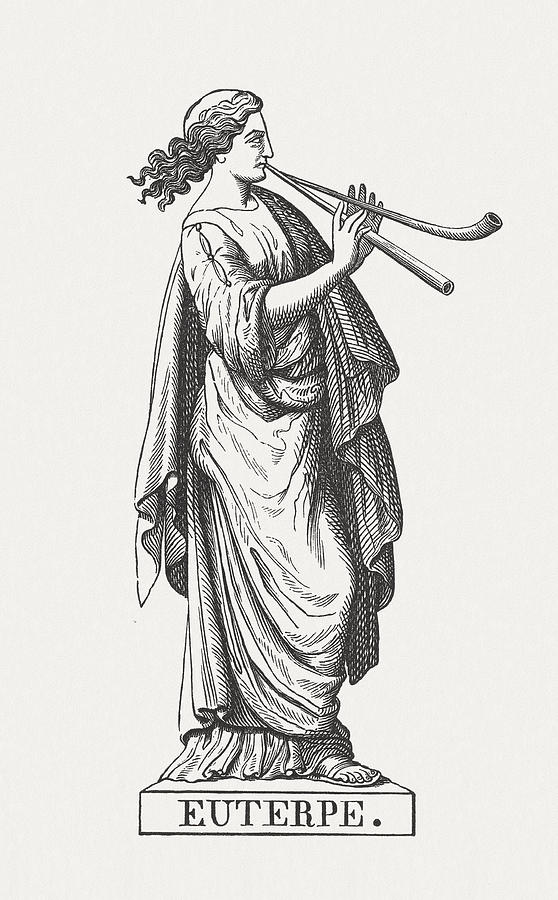
A deusa Euterpe, mussa da música e da poesia lírica, tocando um instrumento duplo de sopro.

O primeiro volume da obra de Jacob Van Eyck inicialmente chamava-se "Euterpe oft Speel-goddinne". É um título neutro, no sentido de que não se refere especificamente à flauta doce. Euterpe, na mitologia grega, era uma das nove musas, filhas de Apolo, cada uma caracterizada de maneira única. Euterpe era a musa da música e da poesia lírica, frequentemente representada com uma flauta única ou dupla (aulo). Isso faz referência direta ao instrumento de Van Eyck. Paulus Matthijsz chamou Euterpe de Speel-goddinne, ou seja, uma deusa da música instrumental. Ao longo dos séculos, ela tem sido a inspiração para edições de música e especialmente para associações musicais. Quando Jacob Van Eyck publicou sua música, havia apenas uma impressão musical que levava o nome da musa: "L'Euterpe" (Veneza, 1606), uma coletânea de obras vocais para uma a quatro vozes de Domenico Brunetti. Euterpe foi invocada pela primeira vez por Lodewijk Meijer após a morte de Jacob Van Eyck em 1657, e também aparece na lamentação de Lambertus Sanderus.
Do "Van Euterpe oft Speel-goddinne I", apenas um exemplar foi preservado, notado por Lloyd P. Farrer na biblioteca da Universidade de Amsterdã nos anos 60 do século XX. Gerrit Vellekoop não teve acesso a essa fonte para a primeira edição moderna da obra de Van Eyck em 1957/58. Anteriormente, o título era conhecido apenas por várias outras fontes, incluindo a dedicatória de Van Eyck no segundo volume de "Der Fluyten Lust-hof" (1646), onde ele faz referência a Euterpe. "Euterpe" contém 66 peças para flauta doce solo, impressas em doze cadernos de doze páginas cada. Os cadernos 'H' e 'I' foram perdidos. A numeração é apenas nas páginas direitas, indicando uma foliação. O índice mostra que não foi utilizado o sistema recto e verso, mas a numeração refere-se à própria página e à da esquerda.

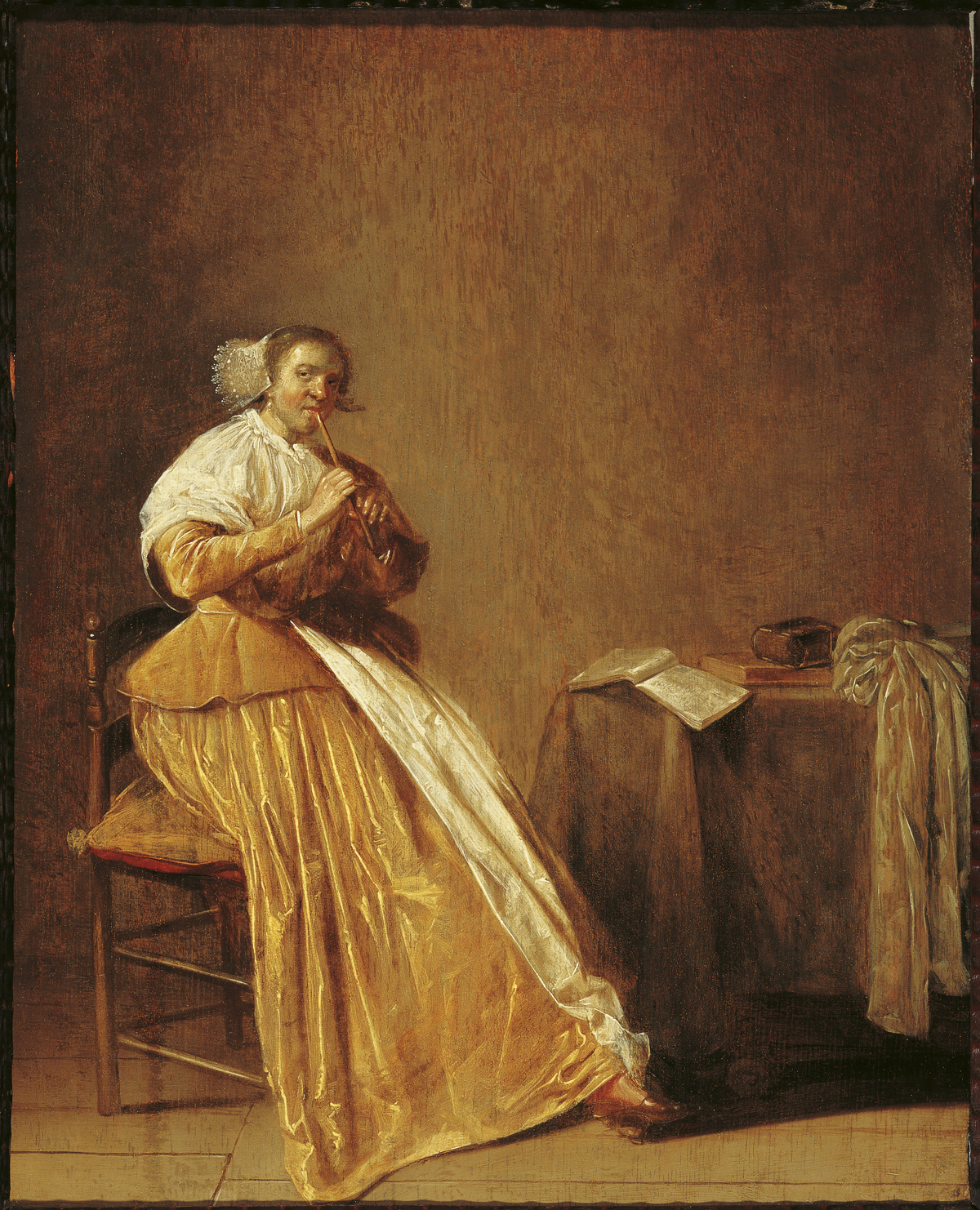
O quadro "Mulher tocando flauta" de Dirck Hals representando uma mulher tocando flauta e sobre à mesa um caderno de partitura em formato oblongo.

O número incomum de doze páginas por caderno é resultado do formato incomum em que os livros foram impressos. As folhas foram cortadas e dobradas em cadernos de três folhas duplas. Isso resultou em pequenos volumes com cerca de 20cm de largura por 10cm de altura.
Na impressão musical da época, formatos oblongos eram comuns. Devido à proporção oblonga, um livreto podia permanecer aberto facilmente sobre a mesa durante a execução musical. Isso é evidente em "Der Goden Fluit-hemel", onde em música polifônica as partes eram impressas de cabeça para baixo, permitindo que os músicos sentassem dos dois lados da mesa.
Paulus Matthijsz usava um pequeno tipo de nota para suas edições gêmeas, denominado por Plantijn como 'Petite Musique' (musica pequena, ou musiquinha, em francês). Esse tipo também era utilizado em livros de canções da época. O tamanho dos livros, o das notas musicais e a natureza do repertório estavam intimamente relacionados. A arte da variação de Van Eyck resultou em um número incrivelmente grande de notas musicais, de acordo com os padrões da época. Se essas notas fossem impressas em um tipo de letra grande, teria tornado as edições inacessíveis. Notas pequenas, por sua vez, impõem limitações ao tamanho de um livro. Assim, Matthijsz provavelmente chegou naturalmente ao formato sexto oblongo, que permite seis pautas por página de forma clara e também oferece um formato e proporções que permitem que o livro fique aberto sobre a mesa. Para ler todas essas notas no tempo de execução, o intérprete precisa ter boa visão. Isso sugere que o tamanho das notas também diz algo sobre o público que Matthijsz estava mirando. Os livretos musicais de Matthijsz demandam olhos flexíveis e jovens. O problema de leitura em relação aos tamanhos pequenos era reconhecido na época.

### Der Fluyten Lusthof II (1646)
Quando, em 1646, foi lançada a segunda parte da obra de Van Eyck, ela não foi chamada de Euterpe II, mas de Der Fluyten Lust-hof II. Uma explicação plausível para essa mudança de nome pode ser encontrada no paralelo das publicações gêmeas. Provavelmente, Matthijsz não quis usar a palavra fluyt duas vezes para lançamentos paralelos a fim de evitar confusão. É peculiar, no entanto, que ele tenha reservado a palavra fluyt em 1644 para uma compilação - Der Goden Fluithemel - que também incluía obras para violino, enquanto a coleção paralela de Jacob Van Eyck era muito mais especificamente voltada para a flauta doce. Ele deu um título neutro à obra de Van Eyck, Euterpe oft Speel-goddinne. Der Goden Fluit-hemel ('primeira parte') não teve continuação em 1646. Matthijsz iniciou uma nova coleção que não era mais destinada à flauta doce e, portanto, não poderia mais ser chamada de Fluit-hemel. Esta coleção foi chamada "'t Uitnemend Kabinet". Isso abriu o caminho para associar a palavra fluyt à obra de Van Eyck. Provavelmente, foi assim que o nome Der Fluyten Lust-hof nasceu. Com esse título pastoral, Jacob Van Eyck e Paulus Matthijsz mostraram-se filhos de sua época.
O termo "lust-hof" é de origem holandesa e pode ser traduzido como "jardim do prazer" ou "parque dos prazeres" em português. O componente "lust" refere-se a prazer, desejo ou luxúria, enquanto "hof" significa jardim, quintal ou corte. Juntos, esses termos sugerem um lugar de deleite, muitas vezes associado a um jardim ou espaço cultivado. Na música e na literatura, o termo "lust-hof" foi historicamente utilizado em títulos de obras para evocar uma atmosfera de prazer, beleza e contentamento. É uma expressão que denota um local paradisíaco ou um ambiente agradável, muitas vezes associado à natureza exuberante e à serenidade.
No contexto da obra "Der Fluyten Lust-hof" de Jacob Van Eyck, o termo pode ser interpretado como "O Jardim Musical do Flautista" ou "O Parque Musical da Flauta", sugerindo uma coleção de música que é um local de deleite para os amantes da flauta. Este título reflete a tendência na época de utilizar metáforas pastorais e referências à natureza para transmitir ideias de beleza e prazer estético nas artes. A construção "Der Fluyten" pode indicar um plural, mas deve ser interpretada aqui como um antigo genitivo singular, e não apenas com base no repertório monofônico. Algumas décadas antes, o músico de Utrecht Michael Vredeman (cerca de 1562-1629) havia publicado uma coleção chamada Der Cyteren lusthoff, chamada Le Jardinet de Cijtere em francês. Singular, portanto. É possível que o título desta obra tenha servido de exemplo para Jacob Van Eyck e Paulus Matthijsz.
Van "Der Fluyten Lust-hof II" (1646) era conhecido por muito tempo apenas um exemplar, que está no Instituto Holandês de Música (Nederlands Muziek Instituut) em Haia. Em 1992, Thiemo Wind encontrou um segundo exemplar no Conservatório Real de Bruxelas de Bruxelas. Ao comparar as páginas introdutórias de ambos os livros, fica evidente que Matthijsz fez correções durante o processo de impressão: o exemplar de Bruxelas reflete uma fase mais precoce na impressão do que o exemplar de Haia.
Euterpe teve que esperar apenas cinco anos para uma segunda edição; no caso de Der Fluyten Lust-hof II, isso levaria até 1654, oito anos. É um fenômeno conhecido que segundos volumes vendem menos rapidamente do que os primeiros, pois sempre há consumidores que estão satisfeitos com apenas uma parte. Der Fluyten Lust-hof II pode ter se sujeitado ao mesmo mecanismo. É igualmente concebível que Matthijsz, impressionado pelo sucesso de suas coleções de 1644, tenha decidido imprimir o segundo volume em uma tiragem maior em 1646.
Pouco antes da morte de Van Eyck, o primeiro volume do Lust-hof experimentou uma terceira edição, não datada. Pode-se afirmar com certeza que esta edição não apareceu antes de 1654 e, no máximo, até março de 1657, o mês em que Jacob Van Eyck faleceu. A primeira conclusão pode ser tirada da nova maneira como as variações foram indicadas no texto musical. Até 1654, isso era feito com o termo arcaico "modo", mas nesta terceira edição, foi substituído por "variação".